# Lorenzo Bianchi Hoesch
Lorenzo Bianchi Hoesch (Milano, 5 dicembre 1973) è un compositore  e progettista del suono italiano, residente a Parigi.

## Biografia
Bianchi Hoesch si avvicinò alla musica seguendo lezioni di clarinetto e pianoforte. Durante gli studi universitari, seguì la classe di Gianluigi Trovesi all'Accademia Nazionale del Jazz di Siena. Dopo una laurea e un master in Architettura al Politecnico di Milano, Bianchi Hoesch visse in Spagna e infine si trasferì in Francia. Dal 2004, iniziò a dare lezioni di composizione elettroacustica all'Università Franche-Comté e al Conservatorio di musica del Pays de Montbéliard, presso il quale si laureò nel 2006. Jacopo Baboni Schilingi e Hans Tutschku furono i suoi insegnanti di composizione e composizione elettroacustica.

## Carriera
Durante gli studi accademici, Bianchi Hoesch iniziò a comporre e a esibirsi dal vivo, sia da solista che con altri musicisti. Gran parte del suo lavoro è dedicato al suono 3D e alla composizione olofonica. Nel 2006, vinse il premio di composizione SACEM per la sua creazione intitolata Loop, in cui l'elettronica incontra l'arpa. Nel 2009, è vincitore del Concorso d'arte radiofonica Luc Ferrari, per il quale compose Ouest profond, questa volta con il trombone.
Presto iniziò a ricevere commissioni da numerose istituzioni, soprattutto nel campo del teatro e delle installazioni interattive, collezionando collaborazioni con il Centro Pompidou, l'IRCAM, la Biennale di Venezia, il Festival di Sant'Arcangelo, il Romaeuropa Festival. Molte creazioni sono destinate a compagnie di danza, come la Gothenburg Opera di Svezia, il Ballet National de Marseille, e soprattutto il Ballet of Difference di Richard Siegal e il Gruppo MK di Michele di Stefano, con il quale lavora dal 2006.

## Principali composizioni

### Musica
- Loop, con arpa (2006)
- Ring, album di Odette di Maio (2007)
- Ouest Profond, con trombone (2007)
- Solo (2013)
- La nuit rouge de ses paupières (La notte rossa delle sue palpebre), con violino (2014)
- 99, album di Marc Nammour (2016)
- Three stages, raccolta di tracce per coreografie di Richard Siegal (2017)
- This is our thing, con saxofono (2021)
- Cities, EP solo (2021)
- Inner Spaces, con Amir ElSaffar (2022)
- Radicants, album con Ballaké Sissoko (2023)

### Teatro
- Comfort, Gruppo MK (2008)
- Black swan, assolo di Richard Siegal (2012)
- The world to darkness and to me, Göteborg Opera (2013)
- Metric dozen, Ballet National de Marseille (2014)
- E|MA, Disorienta Company (2017)
- Storm, Göteborg Opera (2017)
- Amore, Saarbrücken Opera (2018)
- Parete Nord, Gruppo MK (2018)
- Prometheus, Saarbrücken Opera (2019)
- The act of reading, coreografia di Fabrice Mazliah (2020)
- Bayadère, Nuovo Balletto di Toscana (2021)
- Made all Walking, Ballet of Difference (2021)
- Body Without Organs, Ballet of Difference (2023)

### Installazioni
- Square, installazione sonora itinerante (2016)[4]